# Maurice Greene (athlétisme)
Pour les articles homonymes, voir Greene et Maurice Greene.
Maurice Greene, né le 23 juillet 1974 à Kansas City, est un athlète américain spécialiste des épreuves de sprint.
Premier athlète à remporter le 100 et le 200 m lors des mêmes Championnats du monde d'athlétisme, à Séville en 1999, et vainqueur des Jeux olympiques de 2000, Greene a également détenu durant six ans le record du monde du 100 mètres avec un temps de 9 s 79, établi le 16 juin 1999 lors du meeting d'Athènes. Il est également l'ancien détenteur du record du monde du 60 mètres (6 s 39 le 3 février 1998, performance réalisée une seconde fois le 3 mars 2001). L'actuel détenteur étant Christian Coleman en 6 s 34, performance réalisée le 18 février 2018 à Albuquerque, au Nouveau-Mexique.
En février 2008, il a annoncé sa retraite expliquant le handicap que représentaient ses blessures à répétitions.

## Carrière sportive

### Débuts
Alors qu'il pratique le football américain à la F.L. Schlagle High School de Kansas City, Maurice Greene est rapidement repéré pour ses qualités de vitesse par l'entraineur d'athlétisme Al Hobson qui le convainc de poursuivre sa voie dans le sprint. Il fait ses débuts sur la scène internationale en début de saison 1995 à l'occasion des Championnats du monde en salle de Barcelone, terminant au pied du podium du 60 m avec le temps de 6 s 59. Quelques mois plus tard, l'Américain établit un chrono de référence sur 100 m en signant 9 s 88 lors des Texas Relays d'Austin, devançant notamment le Jamaïcain Raymond Stewart et son compatriote Carl Lewis. Cette performance n'est cependant pas homologuée en raison d'un vent favorable de 5,4 m/s supérieur à la limite autorisée. Sélectionné pour les Championnats du monde en plein air de Göteborg, il s'incline en quart de finale du 100 m avec un temps moyen de 10 s 35. L'année suivante, il ne parvient pas à passer l'obstacle des sélections olympiques américaines d'Atlanta et ne peux donc pas participer à ses premiers Jeux olympiques. Après cet échec, il décide d'entamer une collaboration avec John Smith, ancien détenteur du record du monde du 440 yards, et entraineur notamment de Marie-José Pérec et d'Ato Boldon.

### Premiers titres (1997-1998)
En 1997, Maurice Greene passe pour la première fois sous la barrière des dix secondes au 100 m à l'occasion des Championnats des États-Unis d'Indianapolis en réalisant successivement 9 s 96 en demi-finale et 9 s 90 en finale. Il ne parvient cependant pas à s'imposer régulièrement lors des meetings estivaux européens où le Namibien Frankie Fredericks se montre plus régulier. Lors des Championnats du monde 1997 d'Athènes, l'Américain réédite son record personnel de 9 s 90 en quart de finale et en demi-finale, avant de remporter la finale en 9 s 86 (+0,2 m/s) devant le champion olympique et détenteur du record du monde canadien Donovan Bailey et son compatriote Tim Montgomery. Le 3 février 1998, Greene bat le record du monde du 60 m en 6 s 39 à l'occasion du meeting en salle de Madrid. Dominateur sur 100 m durant toute la saison 1998, il remporte huit courses en moins de dix secondes, signant notamment 9 s 90 à Stockholm, 9 s 92 à Lausanne, et 9 s 94 à Berlin et Bruxelles. Il décroche deux médailles d'or aux Goodwill Games de New York.

### Record du monde du 100 m, triplé mondial (1999)
Le 16 juin 1999, au Stade olympique d'Athènes, piste où il s'est révélé en remportant son premier titre mondial deux ans auparavant, Maurice Greene établit le nouveau record du monde du 100 m avec le temps de 9 s 79 (vent légèrement favorable de +0,1 m/s), améliorant de cinq centièmes le précédent meilleur temps de Donovan Bailey datant du 29 juillet 1996 aux Jeux olympiques d'Atlanta. L'Américain enregistre la plus forte marge réalisé par un athlète à l'occasion d'un record du monde du 100 m depuis l'instauration du chronométrage électrique. Sa performance de 9 s 79 a également une valeur symbolique puisqu'elle correspond au temps réalisé par Ben Johnson lors de la finale des Jeux de Séoul en 1988, record du monde annulé à l'époque à la suite du dopage avéré de l'athlète canadien.
Favori en août des Championnats du monde de Séville, Maurice Greene devient le premier athlète masculin à remporter trois médailles d'or lors de cette même compétition. Le 22 août 1999, il enlève tout d'abord le 100 m en 9 s 80 (vent de +0,2 m/s), devançant Bruny Surin, auteur pourtant du record national du Canada en 9 s 84, avant de remporter cinq jours plus tard la finale du 200 m en 19 s 90. Enfin, il parachève ses exploits de Séville en décrochant la médaille d'or du relais 4 × 100 m aux côtés de ses coéquipiers Jon Drummond, Tim Montgomery et Brian Lewis, établissant pour l'occasion la meilleure performance mondiale de l'année en 37 s 59.

### Jeux olympiques de Sydney (2000)

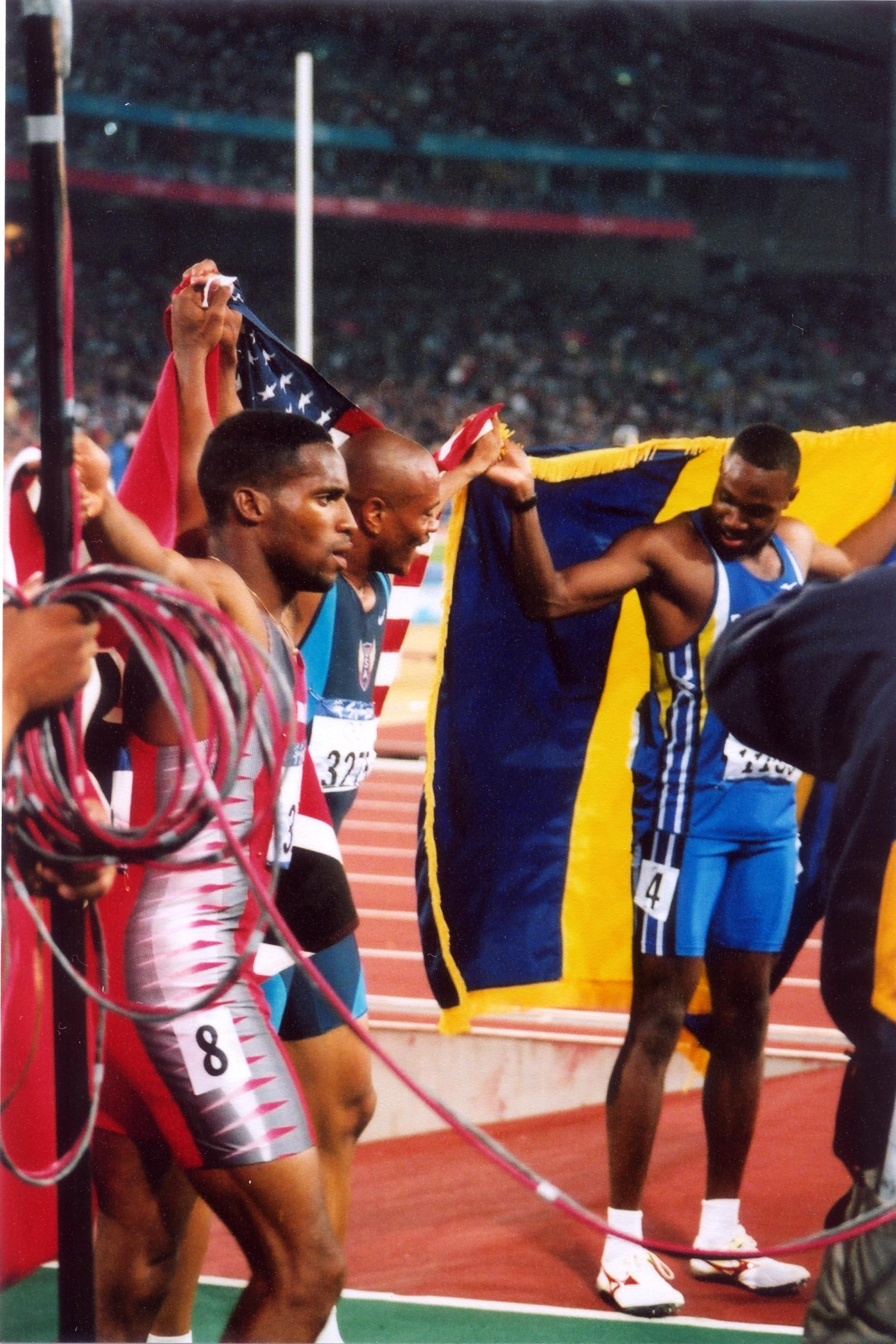
Ato Boldon, Maurice Greene et Obadele Thompson, médaillés sur 100 m à Sydney

Les Jeux olympiques de Sydney constituent pour Maurice Greene l'objectif principal de l'année 2000. Aligné sur l'épreuve du 100 mètres lors des Trials de Sacramento, il remporte la course en 10 s 01 et obtient ainsi sa qualification pour ses premiers Jeux. À Sydney, l'Américain remporte aisément ses deux premiers tours (10 s 31 puis 10 s 10) avant de réaliser le meilleur temps des demi-finales en 10 s 06. Situé au couloir no 5 en finale, et auteur d'un bon départ, Greene surclasse ses adversaires en remportant le 23 septembre 2000 la finale olympique en 9 s 87 (vent de -0,3 m/s), devançant de douze centièmes de seconde Ato Boldon et de dix-sept centièmes Obadele Thompson. Il ajoute une seconde médaille d'or à son palmarès en enlevant le titre du relais 4 × 100 m aux côtés de Jon Drummond, Bernard Williams et Brian Lewis en 37 s 61.

### Jeux olympiques d'Athènes (2004)
Lors des championnats du monde 2003 de Paris, il est éliminé en demi-finale du 100 m dans un temps de 10 s 37, finissant 7e.
Après sa victoire sur le 100 mètres au cours de l'édition 2004 de l'Adidas Track Classic, Greene revint sur ses pas en direction de la ligne d'arrivée et prit ses chaussures dans ses mains comme si elles étaient brûlantes. Allen Johnson surgit avec un extincteur qu'il déversa sur les supposées chaussures en feu. Cet événement restera comme l'un des plus fameux shows et mises en scène du sprint.
Lors des Jeux olympiques 2004 à Athènes, Greene ajouta le bronze à sa collection de médailles en terminant 3e de la course où il tentait de défendre son titre du 100 m. Il glana également l'argent avec le relais 4 × 100 m devancé d'à peine 0,01 seconde par le relais britannique.

## Caractéristiques
Avant chaque course, ses mimiques et sa gestuelle qui traduisaient son impatience du début des courses l'ont popularisé du grand public. Lors de ses courses, il compensait sa petite taille pour un sprinteur (1,75 m) par une vitesse de jambe supérieure à ses rivaux (45 foulées lors de son record du monde de 1999 par exemple).
Il fut parmi les premiers sprinteurs avec Ato Boldon et le clan HSI de John Smith (athlète), à avoir apporté une innovation à la technique de mise en action du sprint au 100 mètres (athlétisme), appelée Drive-Phase. Elle consiste, après avoir jailli des Starting-block, à stabiliser et conserver le buste et la tête en position basse durant les premières foulées, avant un redressement progressif et une position définitive.
Maurice Greene a plusieurs surnoms, "Mo", "le boulet de canon de Kansas city" ou encore "le pitbull", en raison de sa hargne et de la vélocité de l'animal. Un dessin de ce chien est d'ailleurs tatoué sur son bras gauche, accompagné du mot "G.O.A.T.", pour "Greatest Of All Time" (le meilleur de tous les temps), témoin de la confiance qu'il accorde à son propre corps.

## Réalisations
Parmi les sprinters de la fin des années 1990-début des années 2000, la longévité de ses performances au plus haut niveau est à relever. Il a par exemple couru 8 années consécutives sous les 10 secondes sur 100 m. Greene courut 53 courses de 100 mètres sous les 10 secondes durant sa carrière, ce qui à son époque constituait un véritable record. Ce record a maintenant été dépassé par Asafa Powell qui dénombre 97 courses de 100 m sous les 10 secondes.
Il est élu au Temple de la renommée de l'athlétisme des États-Unis en 2011,.

## Palmarès
| Date | Compétition                    | Lieu         | Résultat | Discipline       | Performance    |
| ---- | ------------------------------ | ------------ | -------- | ---------------- | -------------- |
| 1995 | Championnats du monde en salle | Barcelone    | 4e       | 60 m             | 6 s 59         |
| 1997 | Championnats des États-Unis    | Indianapolis | 1er      | 100 m            | 9 s 90 (0,2)   |
| 1997 | Championnats du monde          | Athènes      | 1er      | 100 m            | 9 s 86 (0,2)   |
| 1999 | Championnats du monde en salle | Maebashi     | 1er      | 60 m             | 6 s 42         |
| 1999 | Championnats des États-Unis    | Eugene       | 1er      | 200 m            | 19 s 83 (2,3)  |
| 1999 | Championnats du monde          | Séville      | 1er      | 100 m            | 9 s 80 (0,2)   |
| 1999 | Championnats du monde          | Séville      | 1er      | 200 m            | 19 s 90 (1,2)  |
| 1999 | Championnats du monde          | Séville      | 1er      | Relais 4 × 100 m | 37 s 59        |
| 1999 | Finale du Grand Prix           | Munich       | 2e       | 200 m            | 19 s 90 (-0,8) |
| 2000 | Sélections olympiques          | Sacramento   | 1er      | 100 m            | 10 s 01 (-1,7) |
| 2000 | Jeux olympiques                | Sydney       | 1er      | 100 m            | 9 s 87 (-0,3)  |
| 2000 | Jeux olympiques                | Sydney       | 1er      | Relais 4 × 100 m | 37 s 61        |
| 2001 | Championnats du monde          | Edmonton     | 1er      | 100 m            | 9 s 82 (-0,2)  |
| 2002 | Championnats des États-Unis    | Palo Alto    | 1er      | 100 m            | 9 s 88 (2,4)   |
| 2004 | Sélections olympiques          | Sacramento   | 1er      | 100 m            | 9 s 91 (0,0)   |
| 2004 | Jeux olympiques                | Athènes      | 3e       | 100 m            | 9 s 87 (0,6)   |
| 2004 | Jeux olympiques                | Athènes      | 2e       | Relais 4 × 100 m | 38 s 08        |

## Records

### Records du monde
| Date            | Épreuve | Temps  | Lieu        |
| --------------- | ------- | ------ | ----------- |
| 3 février 1998  | 60 m    | 6 s 39 | Madrid      |
| 13 février 1999 | 50 m    | 5 s 56 | Los Angeles |
| 16 juin 1999    | 100 m   | 9 s 79 | Athènes     |
| 3 mars 2001     | 60 m    | 6 s 39 | Atlanta     |

### Meilleures performances
| Épreuve | Performance | Date           | Lieu      |
| ------- | ----------- | -------------- | --------- |
| 100 m   | 9 s 79      | 16 juin 1999   | Athènes   |
| 200 m   | 19 s 86     | 7 juillet 1997 | Stockholm |

| Épreuve | Performance | Date                       | Lieu           |
| ------- | ----------- | -------------------------- | -------------- |
| 50 m    | 5 s 56      | 13 février 1999            | Los Angeles    |
| 60 m    | 6 s 39      | 3 février 1998 3 mars 2001 | Madrid Atlanta |